# Розенберг, Стив
Стивен Барнетт Розенберг (род. 5 апреля 1968) — британский журналист. Российский редактор BBC News, ранее был её московским корреспондентом.

## Ранние годы
Розенберг родился 5 апреля 1968 года в Эппинге и вырос в Чингфорде, Восточный Лондон . По национальности еврей. В 1894 году его прадед Хаим Гнесин выехал из города Шклов в Российской империи (современная Беларусь), его паспорт сохранился у Розенберга. Во время летних каникул в старшей школе Розенберг работал в телетекстовой службе Би-би-си, Ceefax.
После сдачи A-Levels в Chingford Senior Hig Розенберг поступил в Университет Лидса. В 1991 году он получил первую степень по русским исследованиям. После окончания учёбы в августе 1991 года Розенберг переехал в Москву и провел там следующие 15 лет. Сначала преподавал английский язык в Московском государственном технологическом университете СТАНКИН.

## Карьера
Розенберг обеспечил работу московского бюро CBS News. Следующие шесть лет он провел на CBS, работая сначала переводчиком, затем помощником продюсера, а затем продюсером. С 1994 по 1996 год он был частью съемочной группы CBS, освещавшей первую войну в Чечне.
В 1997 году Розенберг стал продюсером московского бюро BBC . В 2000 году он был назначен корреспондентом Би-би-си в Москве. Через три года он стал московским корреспондентом. Среди историй, которые он освещал в этот период, были катастрофа подводной лодки «Курск» (2000 г.), теракт на Дубровке (2002 г.) и последствия нападения на школу в Беслане (2004 г.). В 2003 году он взял интервью у российского олигарха Романа Абрамовича.
С 2006 по 2010 год Розенберг был корреспондентом Би-би-си в Берлине, освещая события в Германии и Европе. В 2010 году он вернулся в Россию во второй раз в качестве московского корреспондента.
В 2014 году Розенберг и его съемочная группа подверглись нападению в Астрахани неизвестных после того, как брали интервью у сестры российского солдата, погибшего во время войны на Донбассе. Би-би-си подала официальную жалобу российским властям по поводу нападения.
В 2018 году другие журналисты хвалили Розенберга за то, что он поставил перед Владимиром Путиным вопрос о покушении на Сергея и Юлию Скрипаль. Путин не ответил прямо на вопрос.
В 2015 году правительство Украины издало указ, запрещающий нескольким журналистам, в том числе Розенбергу, въезд в страну из-за его освещения войны на Донбассе. В указе говорилось, что запрещенные лица представляют «угрозу национальным интересам» или занимаются пропагандой «террористической деятельности». BBC назвала запрет «постыдным нападением на свободу СМИ». Украинцы сняли запрет буквально через сутки.
В ноябре 2021 года Розенберг провел резонансное интервью с лидером Беларуси Александром Лукашенко. Во время интервью он добился от Лукашенко признания, что белорусские войска «могли помогать мигрантам въезжать [в] ЕС».

## Игра на пианино
Будучи поклонником конкурса песни «Евровидение», Розенберг освещал конкурс 2012 года в Баку, Азербайджан, где продемонстрировал свои навыки игры на фортепиано, выступая на шоу Кена Брюса утром перед мероприятием. Он сыграл короткий отрывок из каждой песни, победившей на Евровидении, попурри продолжительностью десять минут. С тех пор он повторял это несколько раз, в том числе в России, в посольствах стран, проводивших конкурс, таких как Португалия в 2018 году и Нидерланды в 2021 году. Позже он принял участие в "Евровидении PopMaster", едва не проиграв конкурс автору «Евровидение — официальная история» Джону Кеннеди О’Коннору.
В 2013 году после интервью Розенберг сыграл на фортепиано по просьбе Михаила Горбачева, последнего руководителя Советского Союза. Он сыграл «Подмосковные вечера», которые пел Горбачев, а затем «Тёмная ночь» и «Утро туманное», песню, которую, по его словам, любила его покойная жена Раиса. После интервью с белорусским лидером Александром Лукашенко Розенберг опубликовал свое исполнение «Купалинки», песни, связанной с белорусскими протестами 2020—2021 годов.
В июне 2020 года, во время пандемии COVID-19, Розенберг и ведущий погоды BBC North West Tonight и барабанщик Оуайн Вин Эванс собрались вместе, чтобы представить тему программы «Match of the Day». Розенберг продолжал демонстрировать уважение к русской и англоязычной культуре в помощью фортепиано через BBC, развлекая людей во время пандемии COVID-19, ролики он размещал в своей ленте в Твиттере.
В марте 2022 года он опубликовал в Твиттере свою фортепианную пьесу «Изоляция», в которой, среди прочего, сказал: «Вот как я сейчас себя чувствую». 12 марта 2022 года разместил украинскую народную песню «В роще у Дуная».